# Gouvernement Morawiecki II
Pour les articles homonymes, voir gouvernement Morawiecki.
IIIe République de Pologne
Morawiecki I Morawiecki III
Le gouvernement Morawiecki II (en polonais : Drugi rząd Mateusza Morawieckiego) est le gouvernement de la république de Pologne du 15 novembre 2019 au 27 novembre 2023, sous la IXe législature de la Diète et la Xe législature du Sénat.
Il est dirigé par le conservateur Mateusz Morawiecki, dont la coalition remporte une nouvelle fois les élections parlementaires avec la majorité absolue à la Diète et la majorité relative au Sénat. Il succède au gouvernement Morawiecki I.

## Historique du mandat
Dirigé par le président du Conseil des ministres conservateur sortant Mateusz Morawiecki, ce gouvernement est constitué et soutenu par Droit et justice (PiS), l'Alliance (Porozumiene) et Pologne solidaire (SP). Ensemble, ils disposent de 235 députés sur 460, soit 51,1 % des sièges de la Diète, et de 48 sénateurs sur 100.
Il est formé à la suite des élections parlementaires du 13 octobre 2019.
Il succède donc au gouvernement Morawiecki I, constitué et soutenu par une coalition identique.
Au cours du scrutin, la coalition informelle de la Droite unie (ZP) — formée autour de PiS — assure sa reconduction au pouvoir avec le meilleur résultat pour une force politique depuis 1989. Le retour des partis de centre gauche et d'extrême droite à la Diète l'empêche cependant de progresser en nombre de sièges.

### Formation
À l'issue d'une réunion de plusieurs heures le 30 octobre, les directions de PiS, Porozumiene et SP se mettent d'accord sur la structure du futur gouvernement. Les trois partis approuvent de recommander Mateusz Morawiecki comme chef du gouvernement au président de la République Andrzej Duda.
Le 8 novembre, Mateusz Morawiecki présente l'organigramme et les membres de sa nouvelle équipe au comité politique de Droit et justice. Il annonce ainsi la création des ministères des Actifs de l'État et du Climat, la fusion du ministère du Développement avec celui des Entreprises, la disparition du ministère de l'Énergie et l'institution d'un ministre des Affaires européennes rattaché à sa chancellerie. Le cabinet est marqué la reconduction de la majorité des ministres sortants, à l'exception du ministre des Investissements Jerzy Kwieciński, pourtant bien perçu dans le pays et à l'étranger. Aucun candidat n'est proposé au ministère des Sports. Le président de PiS Jarosław Kaczyński explique que « il s'agira en grande partie d'un gouvernement de continuité »,,. La composition du cabinet montre un renforcement des « modérés » de la droite au pouvoir, dont est issu le président du Conseil, et un affaiblissement des « radicaux », emmenés par le ministre de la Justice Zbigniew Ziobro. Cette stratégie est principalement destinée à séduire l'électorat centriste dans l'optique de l'élection présidentielle de 2020.
Morawiecki présente le 12 novembre sa démission au président Duda, à l'occasion de l'ouverture de la nouvelle législature. Il se voit charger deux jours plus tard de former un nouveau gouvernement. Bien que la Constitution lui accorde un délai de 14 jours pour remplir sa mission, il présente dès le 15 novembre son équipe de 22 ministres, qui est assermentée par le chef de l'État. Comme dans la liste présentée une semaine plus tôt à PiS, le ministère des Sports reste sans titulaire en raison de la récente élection du ministre sortant Witold Bańka à la présidence de l'Agence mondiale antidopage ; le président du Conseil en assume donc lui-même la direction en attendant d'en désigner un titulaire,.
Le 19 novembre, après avoir tenu son discours de politique générale, Morawiecki sollicite la confiance de la Diète, qu'il obtient par 237 voix pour et 214 contre, avec trois abstentions. En sus du soutien des 235 députés de sa majorité, il reçoit le vote favorable de deux parlementaires de la Coalition civique (KO), qui affirment pourtant avoir émis un vote défavorable, tandis que les abstentions proviennent de la KO, de la Coalition polonaise (KP) et de la minorité allemande.

### Évolution
Jarosław Kaczyński annonce au début du mois d'août 2020 sa volonté que soit orchestré un remaniement ministériel au cours des deux prochains mois, afin notamment de réduire le nombre de ministères. Cette évolution s'accompagnerait d'une réduction de la place accordée à Alliance et Pologne solidaire, qui réagissent le 17 septembre en refusant de voter une proposition de loi sur la protection des droits des animaux, ce que certains dirigeants de Droit et justice qualifient de rupture de la coalition au pouvoir.
Les trois partis du gouvernement entreprennent alors une semaine de négociations, qui se solde par la confirmation de leur partenariat et la décision de faire entrer Jarosław Kaczyński — promoteur de la loi sur les animaux — au sein de l'exécutif, en qualité de vice-président du Conseil des ministres. Il aura notamment pour rôle de superviser les questions régaliennes, lui permettant de neutraliser le ministre de la Justice, Zbigniew Ziobro, qui cherche à reprendre la main sur PiS et la droite polonaise en devenant le successeur de Jarosław Kaczyński, alors que ce dernier semble avoir porté son choix sur Mateusz Morawiecki. La cérémonie d'assermentation, initialement programmée le 5 octobre, est reportée après que le nouveau ministre de l'Éducation, Przemysław Czarnek, a été testé positif à la Covid-19. Les nouveaux ministres prêtent finalement serment le 6 octobre, le nombre de départements ministériels étant à cette occasion réduit à 15.
À la suite de la démission de Jarosław Gowin, un nouveau remaniement est orchestré le 26 octobre 2021. À cette occasion, l'ex-ministre de l'Environnement Henryk Kowalczyk, brièvement suspendu de PiS l'année précédente en raison d'un conflit avec Jarosław Kaczyński, devient vice-président du Conseil et ministre de l'Agriculture. Son prédécesseur, Grzegorz Puda, qui avait dû faire face à des manifestations d'exploitants agricoles au sujet de la peste porcine africaine, devient ministre des Fonds européens. L'économiste spécialiste des énergies renouvelables Anna Moskwa est nommée ministre du Climat, devenant l'une des deux seules femmes ministres.
Jarosław Kaczyński quitte le gouvernement le 22 juin 2022, afin de se concentrer sur les affaires de PiS, et cède son titre de vice-président du Conseil au ministre de la Défense, Mariusz Błaszczak. Agnieszka Ścigaj, du petit parti Affaires polonaises, et Zbigniew Hoffmann sont à cette occasion intégrés au gouvernement, en qualité de ministres sans portefeuille.
Le 21 juin 2023, Jarosław Kaczyński réintègre l'exécutif avec le titre de vice-président du Conseil, étant désormais le seul à en disposer car les quatre titulaires de cette responsabilité y ont tous renoncé. Ce retour intervient après des semaines de tension au sein de Droit et justice en raison de mésententes et frustrations quant à la conduite de la campagne pour les élections parlementaires d'octobre. Ce retour de Kaczyński est un moyen pour lui de garantir une meilleure unité et une plus grande discipline du camp gouvernemental à quelques semaines du scrutin.

## Composition

### Initiale (15 novembre 2019)
Les nouveaux ministres sont indiqués en gras, ceux ayant changé d'attributions en italique.
| Poste | Titulaire | Titulaire                                              | Parti    |
| --- | --------- | ------------------------------------------------------ | -------- |
| Président du Conseil des ministres                                                                                            |           | Mateusz Morawiecki                                     | PiS      |
| Vice-président du Conseil des ministres Ministre de la Culture et du Patrimoine national                                      |           | Piotr Gliński                                          | PiS      |
| Vice-président du Conseil des ministres Ministre des Actifs de l'État                                                         |           | Jacek Sasin                                            | PiS      |
| Vice-président du Conseil des ministres                                                                                       |           | Jarosław Gowin (jusqu'au 08/04/2020) Jadwiga Emilewicz | Alliance |
| Ministre des Infrastructures                                                                                                  |           | Andrzej Adamczyk                                       | PiS      |
| Ministre de l'Agriculture et du Développement rural                                                                           |           | Jan Krzysztof Ardanowski                               | PiS      |
| Ministre de la Défense nationale                                                                                              |           | Mariusz Błaszczak                                      | PiS      |
| Ministre de l'Intérieur et de l'Administration Coordonnateur des services secrets                                             |           | Mariusz Kamiński                                       | PiS      |
| Ministre des Affaires étrangères                                                                                              |           | Jacek Czaputowicz                                      | PiS      |
| Ministre du Développement |           | Jadwiga Emilewicz                                      | Alliance |
| Ministre de l'Économie maritime et des Voies navigables                                                                       |           | Marek Gróbarczyk                                       | PiS      |
| Ministre du Climat |           | Michał Kurtyka                                         | Sans     |
| Ministre des Finances |           | Tadeusz Kościński                                      | Sans     |
| Ministre de la Famille, du Travail et de la Politique sociale                                                                 |           | Marlena Maląg                                          | PiS      |
| Ministre de la Santé |           | Łukasz Szumowski                                       | Sans     |
| Ministre des Fonds européens et de la Politique régionale                                                                     |           | Małgorzata Jarosińska-Jedynak                          | Sans     |
| Ministre du Numérique |           | Marek Zagórski                                         | PiS      |
| Ministre de l'Éducation nationale                                                                                             |           | Dariusz Piontkowski                                    | PiS      |
| Ministre de la Justice Procureur général                                                                                      |           | Zbigniew Ziobro                                        | SP       |
| Ministre des Sports |           | Mateusz Morawiecki (jusqu'au 05/12/2019)               | PiS      |
| Ministre des Sports |           | Danuta Dmowska                                         | Sans     |
| Ministre de la Science et de l'Enseignement supérieur                                                                         |           | Jarosław Gowin (jusqu'au 08/04/2020) Wojciech Murdzek  | Alliance |
| Ministre sans portefeuille Ministre de l'Environnement (04/03/2020)                                                           |           | Michał Woś                                             | Sans     |
| Ministre sans portefeuille Responsable des Affaires européennes Ministre pour les Affaires de l'Union européenne (04/03/2020) |           | Konrad Szymański                                       | PiS      |
| Ministre sans portefeuille Directeur de la chancellerie du président du Conseil des ministres                                 |           | Michał Dworczyk                                        | PiS      |
| Ministre sans portefeuille Président du comité permanent du gouvernement Secrétaire du conseil des ministres                  |           | Łukasz Schreiber                                       | PiS      |

### Remaniement du 26 août 2020
Les nouveaux ministres sont indiqués en gras, ceux ayant changé d'attributions en italique.
| Poste | Titulaire | Titulaire                     | Parti    |
| --- | --------- | ----------------------------- | -------- |
| Président du Conseil des ministres                                                                           |           | Mateusz Morawiecki            | PiS      |
| Vice-président du Conseil des ministres Ministre de la Culture et du Patrimoine national                     |           | Piotr Gliński                 | PiS      |
| Vice-président du Conseil des ministres Ministre des Actifs de l'État                                        |           | Jacek Sasin                   | PiS      |
| Vice-président du Conseil des ministres Ministre du Développement                                            |           | Jadwiga Emilewicz             | Alliance |
| Ministre des Infrastructures                                                                                 |           | Andrzej Adamczyk              | PiS      |
| Ministre de l'Agriculture et du Développement rural                                                          |           | Jan Krzysztof Ardanowski      | PiS      |
| Ministre de la Défense nationale                                                                             |           | Mariusz Błaszczak             | PiS      |
| Ministre de l'Intérieur et de l'Administration Coordonnateur des services secrets                            |           | Mariusz Kamiński              | PiS      |
| Ministre des Affaires étrangères                                                                             |           | Zbigniew Rau                  | PiS      |
| Ministre de l'Économie maritime et des Voies navigables                                                      |           | Marek Gróbarczyk              | PiS      |
| Ministre du Climat                                                                                           |           | Michał Kurtyka                | Sans     |
| Ministre des Finances                                                                                        |           | Tadeusz Kościński             | Sans     |
| Ministre de la Famille, du Travail et de la Politique sociale                                                |           | Marlena Maląg                 | PiS      |
| Ministre de la Santé                                                                                         |           | Adam Niedzielski              | Sans     |
| Ministre des Fonds européens et de la Politique régionale                                                    |           | Małgorzata Jarosińska-Jedynak | Sans     |
| Ministre du Numérique                                                                                        |           | Marek Zagórski                | PiS      |
| Ministre de l'Éducation nationale                                                                            |           | Dariusz Piontkowski           | PiS      |
| Ministre de la Justice Procureur général                                                                     |           | Zbigniew Ziobro               | SP       |
| Ministre des Sports                                                                                          |           | Danuta Dmowska                | Sans     |
| Ministre de la Science et de l'Enseignement supérieur                                                        |           | Wojciech Murdzek              | Alliance |
| Ministre de l'Environnement                                                                                  |           | Michał Woś                    | Sans     |
| Ministre pour les Affaires de l'Union européenne                                                             |           | Konrad Szymański              | PiS      |
| Ministre sans portefeuille Directeur de la chancellerie du président du Conseil des ministres                |           | Michał Dworczyk               | PiS      |
| Ministre sans portefeuille Président du comité permanent du gouvernement Secrétaire du conseil des ministres |           | Łukasz Schreiber              | PiS      |

### Remaniement du 6 octobre 2020
Les nouveaux ministres sont indiqués en gras, ceux ayant changé d'attributions en italique.
| Poste | Titulaire | Titulaire                                   | Parti       |
| --- | --------- | ------------------------------------------- | ----------- |
| Président du Conseil des ministres |           | Mateusz Morawiecki                          | PiS         |
| Vice-président du Conseil des ministres |           | Jarosław Kaczyński                          | PiS         |
| Vice-président du Conseil des ministres Ministre des Actifs de l'État                                                                         |           | Jacek Sasin                                 | PiS         |
| Vice-président du Conseil des ministres Ministre de la Culture, du Patrimoine national et des Sports                                          |           | Piotr Gliński                               | PiS         |
| Vice-président du Conseil des ministres Ministre du Développement, du Travail et de la Technologie                                            |           | Jarosław Gowin (jusqu'au 11/08/2021)        | Alliance    |
| Ministre de l'Agriculture et du Développement rural                                                                                           |           | Grzegorz Puda                               | PiS         |
| Ministre de la Défense nationale |           | Mariusz Błaszczak                           | PiS         |
| Ministre des Infrastructures |           | Andrzej Adamczyk                            | PiS         |
| Ministre de l'Intérieur et de l'Administration Coordonnateur des services secrets                                                             |           | Mariusz Kamiński                            | PiS         |
| Ministre des Affaires étrangères |           | Zbigniew Rau                                | PiS         |
| Ministre de la Science et de l'Enseignement supérieur                                                                                         |           | Wojciech Murdzek (jusqu'au 19/10/2020)      | Alliance    |
| Ministre du Climat et de l'Environnement |           | Michał Kurtyka                              | Sans        |
| Ministre des Finances, des Fonds européens et de la Politique régionale                                                                       |           | Tadeusz Kościński                           | Sans        |
| Ministre de la Famille et de la Politique sociale                                                                                             |           | Marlena Maląg                               | PiS         |
| Ministre de la Santé |           | Adam Niedzielski                            | Sans        |
| Ministre de l'Éducation nationale |           | Dariusz Piontkowski (jusqu'au 19/10/2020)   | PiS         |
| Ministre de la Justice Procureur général |           | Zbigniew Ziobro                             | SP          |
| Ministre pour les Affaires de l'Union européenne                                                                                              |           | Konrad Szymański                            | PiS         |
| Ministre sans portefeuille Directeur de la chancellerie du président du Conseil des ministres                                                 |           | Michał Dworczyk                             | PiS         |
| Ministre sans portefeuille Président du comité permanent du gouvernement Secrétaire du conseil des ministres                                  |           | Łukasz Schreiber                            | PiS         |
| Ministre sans portefeuille |           | Michał Cieślak                              | Alliance/PR |
| Ministre sans portefeuille |           | Michał Wójcik                               | SP          |
| Ministre de l'Éducation nationale Ministre de la Science et de l'Enseignement supérieur Ministre de l'Éducation et de la Science (01/01/2021) |           | Przemysław Czarnek (à partir du 19/10/2020) | PiS         |

### Remaniement du 26 octobre 2021
Les nouveaux ministres sont indiqués en gras, ceux ayant changé d'attributions en italique.
| Poste | Titulaire | Titulaire                                                                             | Parti |
| --- | --------- | ------------------------------------------------------------------------------------- | ----- |
| Président du Conseil des ministres                                                                                     |           | Mateusz Morawiecki                                                                    | PiS   |
| Vice-président du Conseil des ministres                                                                                |           | Jarosław Kaczyński (jusqu'au 19/06/2022) Mariusz Błaszczak (à partir du 22/06/2022)   | PiS   |
| Vice-président du Conseil des ministres Ministre des Actifs de l'État                                                  |           | Jacek Sasin                                                                           | PiS   |
| Vice-président du Conseil des ministres Ministre de la Culture et du Patrimoine national                               |           | Piotr Gliński                                                                         | PiS   |
| Vice-président du Conseil des ministres Ministre de l'Agriculture et du Développement rural (jusqu'au 06/04/2023)      |           | Henryk Kowalczyk                                                                      | PiS   |
| Ministre de la Défense nationale                                                                                       |           | Mariusz Błaszczak                                                                     | PiS   |
| Ministre des Infrastructures                                                                                           |           | Andrzej Adamczyk                                                                      | PiS   |
| Ministre de l'Intérieur et de l'Administration Coordonnateur des services secrets                                      |           | Mariusz Kamiński                                                                      | PiS   |
| Ministre des Affaires étrangères                                                                                       |           | Zbigniew Rau                                                                          | PiS   |
| Ministre du Climat et de l'Environnement                                                                               |           | Anna Moskwa                                                                           | Sans  |
| Ministre des Finances                                                                                                  |           | Tadeusz Kościński (jusqu'au 07/02/2022)                                               | Sans  |
| Ministre des Finances                                                                                                  |           | Mateusz Morawiecki (intérim)                                                          | PiS   |
| Ministre des Finances                                                                                                  |           | Magdalena Rzeczkowska (à partir du 26/04/2022)                                        | Sans  |
| Ministre des Fonds européens et de la Politique régionale                                                              |           | Grzegorz Puda                                                                         | PiS   |
| Ministre de la Famille et de la Politique sociale                                                                      |           | Marlena Maląg                                                                         | PiS   |
| Ministre du Développement et de la Technologie                                                                         |           | Piotr Nowak (jusqu'au 07/04/2022)                                                     | Sans  |
| Ministre du Développement et de la Technologie                                                                         |           | Waldemar Buda (à partir du 08/04/2022)                                                | PiS   |
| Ministre de la Santé                                                                                                   |           | Adam Niedzielski (jusqu'au 10/06/2023) Katarzyna Sójka                                | Sans  |
| Ministre de l'Éducation et de la Science                                                                               |           | Przemysław Czarnek                                                                    | PiS   |
| Ministre de la Justice Procureur général                                                                               |           | Zbigniew Ziobro                                                                       | SP    |
| Ministre des Sports et du Tourisme                                                                                     |           | Kamil Bortniczuk                                                                      | PR    |
| Ministre pour les Affaires de l'Union européenne                                                                       |           | Konrad Szymański (jusqu'au 13/10/2022) Szymon Szynkowski vel Sęk                      | PiS   |
| Ministre du Numérique                                                                                                  |           | Janusz Cieszyński (06/04/2023)                                                        | PiS   |
| Ministre de l'Agriculture et du Développement rural                                                                    |           | Robert Telus (06/04/2023)                                                             | PiS   |
| Ministre sans portefeuille Directeur de la chancellerie du président du Conseil des ministres (jusqu'au 13/10/2022)    |           | Michał Dworczyk                                                                       | PiS   |
| Ministre sans portefeuille Président du comité permanent du gouvernement Secrétaire du conseil des ministres           |           | Łukasz Schreiber                                                                      | PiS   |
| Ministre sans portefeuille                                                                                             |           | Michał Cieślak (jusqu'au 15/06/2022) Włodzimierz Tomaszewski (à partir du 17/06/2022) | PR    |
| Ministre sans portefeuille                                                                                             |           | Michał Wójcik                                                                         | SP    |
| Ministre sans portefeuille                                                                                             |           | Zbigniew Hoffmann (à partir du 22/06/2022)                                            | PiS   |
| Ministre sans portefeuille                                                                                             |           | Agnieszka Ścigaj (à partir du 22/06/2022)                                             | Sans  |
| Ministre sans portefeuille Directeur de la chancellerie du président du Conseil des ministres (à partir du 13/10/2022) |           | Marek Kuchciński (à partir du 12/10/2022)                                             | PiS   |

### Remaniement du 21 juin 2023
Les nouveaux ministres sont indiqués en gras, ceux ayant changé d'attributions en italique.
| Poste | Titulaire | Titulaire                 | Parti |
| --- | --------- | ------------------------- | ----- |
| Président du Conseil des ministres                                                                                             |           | Mateusz Morawiecki        | PiS   |
| Vice-président du Conseil des ministres                                                                                        |           | Jarosław Kaczyński        | PiS   |
| Ministre des Infrastructures                                                                                                   |           | Andrzej Adamczyk          | PiS   |
| Ministre de la Défense nationale                                                                                               |           | Mariusz Błaszczak         | PiS   |
| Ministre des Sports et du Tourisme                                                                                             |           | Kamil Bortniczuk          | PR    |
| Ministre du Développement et de la Technologie                                                                                 |           | Waldemar Buda             | PiS   |
| Ministre du Numérique |           | Janusz Cieszyński         | PiS   |
| Ministre de l'Éducation et des Sciences                                                                                        |           | Przemysław Czarnek        | PiS   |
| Ministre de la Culture et du Patrimoine national Président du comité d'intérêt public                                          |           | Piotr Gliński             | PiS   |
| Ministre de l'Intérieur et de l'Administration Coordonnateur des services secrets                                              |           | Mariusz Kamiński          | PiS   |
| Ministre de la Famille et de la Politique sociale                                                                              |           | Marlena Maląg             | PiS   |
| Ministre du Climat et de l'Environnement                                                                                       |           | Anna Moskwa               | Sans  |
| Ministre des Fonds de développement et de la Politique régionale                                                               |           | Grzegorz Puda             | PiS   |
| Ministre des Affaires étrangères                                                                                               |           | Zbigniew Rau              | PiS   |
| Ministre des Finances |           | Magdalena Rzeczkowska     | Sans  |
| Ministre des Actifs de l'État                                                                                                  |           | Jacek Sasin               | PiS   |
| Ministre de la Santé |           | Katarzyna Sójka           | Sans  |
| Ministre de l'Agriculture et du Développement rural                                                                            |           | Robert Telus              | PiS   |
| Ministre de la Justice Procureur général                                                                                       |           | Zbigniew Ziobro           | SP    |
| Ministre pour les Affaires de l'Union européenne                                                                               |           | Szymon Szynkowski vel Sęk | PiS   |
| Ministre sans portefeuille |           | Michał Dworczyk           | PiS   |
| Ministre sans portefeuille Secrétaire du comité du Conseil des ministres pour les affaires de sécurité nationale et de défense |           | Zbigniew Hoffmann         | PiS   |
| Ministre sans portefeuille |           | Henryk Kowalczyk          | PiS   |
| Ministre sans portefeuille Directeur de la chancellerie du président du Conseil des ministres                                  |           | Marek Kuchciński          | PiS   |
| Ministre sans portefeuille Secrétaire du Conseil des ministres et président du comité permanent du Gouvernement                |           | Łukasz Schreiber          | PiS   |
| Ministre sans portefeuille |           | Agnieszka Ścigaj          | Sans  |
| Ministre sans portefeuille |           | Włodzimierz Tomaszewski   | PR    |
| Ministre sans portefeuille |           | Michał Wójcik             | SP    |